# Leslie Benmark
Leslie Ann Benmark, de soltera Freeman, (Morrison, 15 de enero de 1944) es una ingeniera industrial estadounidense conocida por su trabajo en la enseñanza de la ingeniería, específicamente en la acreditación.

## Trayectoria
Benmark nació en Morrison, Illinois, el 15 de enero de 1944. Asistió a la Universidad de Tennessee para su educación universitaria y se graduó con una licenciatura en 1967. Permaneció en esa institución hasta 1970, cuando obtuvo su maestría. Se trasladó a la Universidad Vanderbilt para realizar su doctorado en sistemas de información en 1976. Benmark también obtuvo una licenciatura en derecho (Juris Doctor) en 1984 por Universidad de Delaware.
Benmark comenzó su carrera como analista de sistemas en la empresa de biotecnología Monsanto entre 1967 y 1968. Luego se trasladó a la compañía química DuPont y ocupó varios puestos diferentes, también como analista de sistemas y gestión. Mientras trabajaba para obtener su doctorado en Vanderbilt, Benmark fue profesora de informática allí desde 1973 hasta 1975. Posteriormente fue directora del programa de mujeres en ingeniería de la universidad hasta 1979. Forma parte de las juntas de acreditación de planes de estudios de ingeniería en varios países, incluidos Irlanda y los Estados Unidos.

## Distinciones y premios
Benmark fue seleccionada para formar parte de la Academia Nacional de Ingeniería en 1993, Benmark es miembro además de varias sociedades profesionales y ha recibido diversos galardones por su trabajo:
- Presidenta de la Junta de Acreditación de Ingeniería y Tecnología (ABET) (1990-1991)
- Miembro de la Academia Nacional de Ingeniería (1993)
- Junta Directiva de Estudios de Producción en la Fundación Nacional de Ciencias (1993)
- Premio al Servicio Distinguido Linton E. Grinter, ABET (1994)
- Fellow en el Instituto de Ingenieros Industriales y Sistemas
- Miembro de la Sociedad Estadounidense para la Educación en Ingeniería
- Junta Asesora de Ingeniería Industrial en el Laboratorio Nacional de Oak Ridge
- Fue incluida en la lista de ejecutivos de empresas químicas notables por Marquis Who's Who.[1]